# Ajchmagoras
Ajchmagoras (gr. Αιχμαγόρας) — postać z mitologii greckiej.
Była to córka Alkimedonta, Arkadyjczyka, i kochanka Heraklesa.